# Cucullia leptographa
Cucullia leptographa är en fjärilsart som beskrevs av Hans Reisser 1958. Cucullia leptographa ingår i släktet Cucullia och familjen nattflyn. Inga underarter finns listade i Catalogue of Life.